# 謝爾河 (維萊訥河支流)

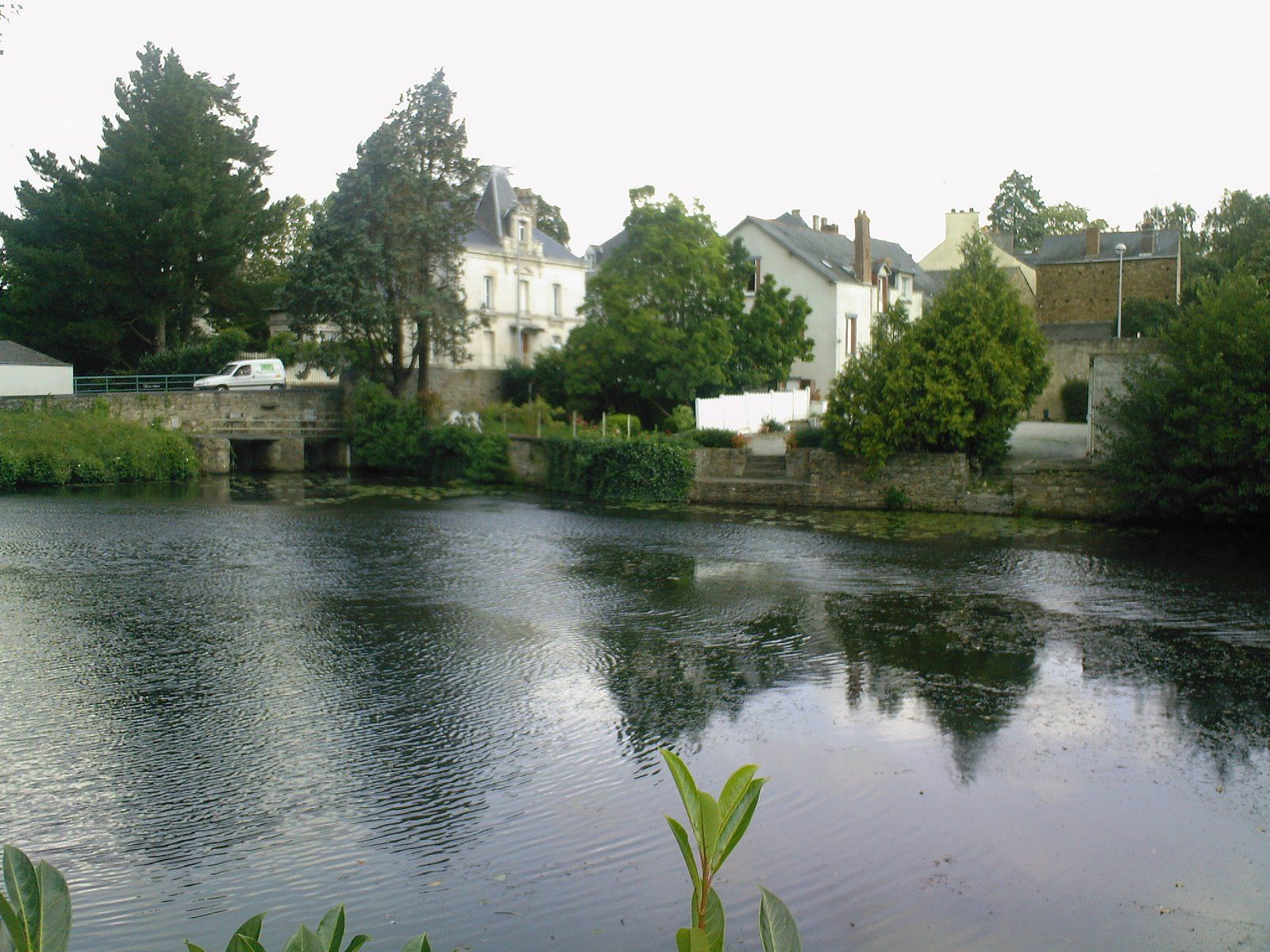

47°42′25″N 01°50′13″W / 47.70694°N 1.83694°W
謝爾河（法語：Chère，法語發音：[ʃɛʁ] ⓘ）是法國的河流，位於該國西部，屬於維萊訥河的左支流，發源自苏当，河口處在皮耶里克和维莱讷河畔圣安娜之間。

## 外部連結
- http://www.geoportail.fr（页面存档备份，存于）
- The Chère at the Sandre database